# Koolkerke
Koolkerke és un antic municipi de Bèlgica a la província de Flandes Occidental, que des del 1971 va fusionar amb la ciutat de Bruges. El 2014, el poble tenia 3361 habitants, sobre una superfície de 4170 hectàrees. Limita al sud-est amb el nucli històric de Bruges, a llevant amb el canal Damse Vaart i Sint-Kruis, al nord amb Dudzele i a ponent amb el Boudewijnkanaal i Sint-Pieters-op-de-Dijk.
El primer esment escrit Coolkercke data del 1243, significa «església a un lloc elevat». Es troba als pòlders, una zona inundable que a poc a poc des del segle X va ser endegat i assecat. Fins al 1899 el Canal de Lissewege formava la frontera occidental. L'aleshores municipi independent va haver de cedir 370 hectàrees a Bruges, per al desenvolupament del nou port.

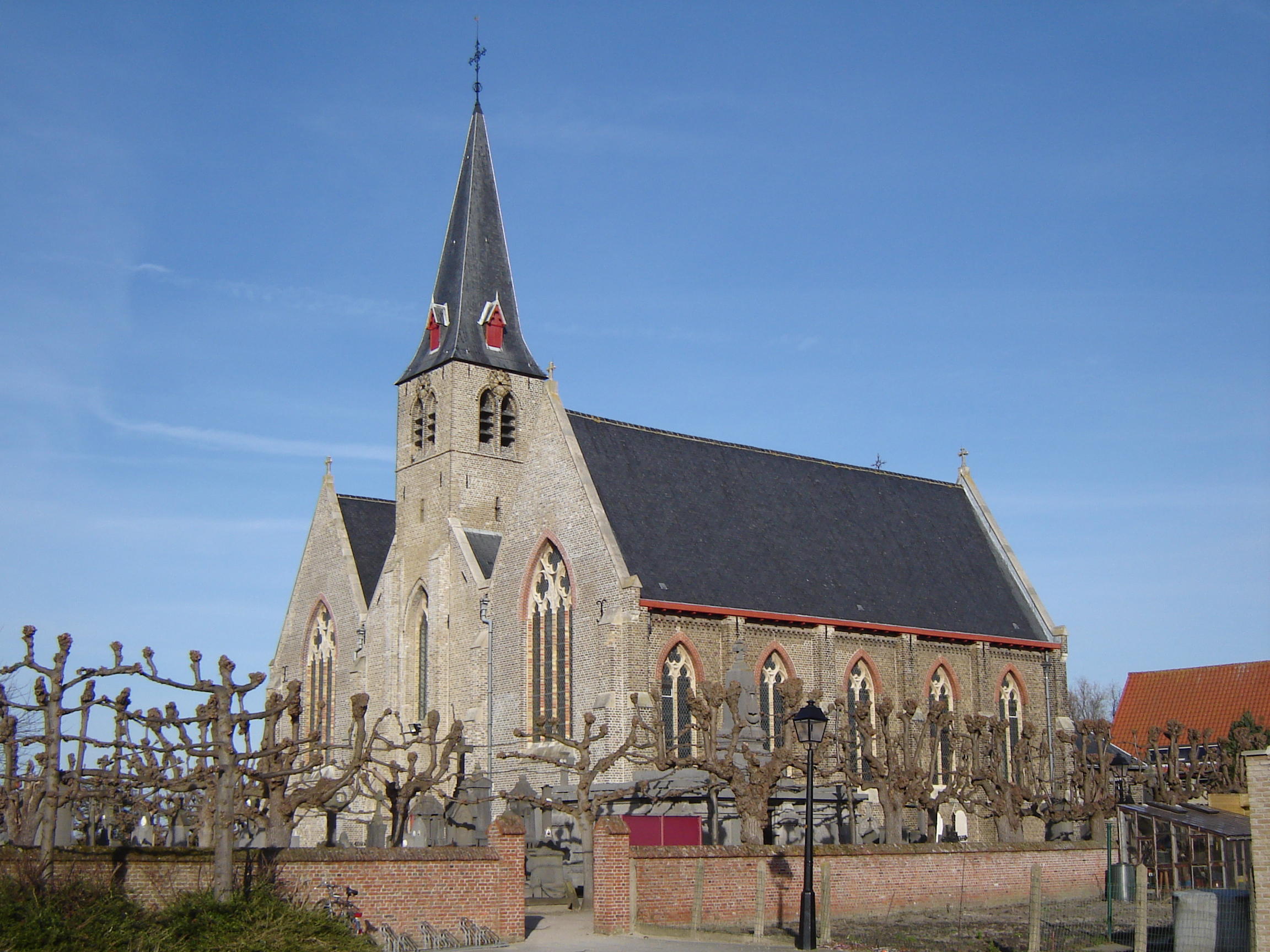
Església de Nicolau
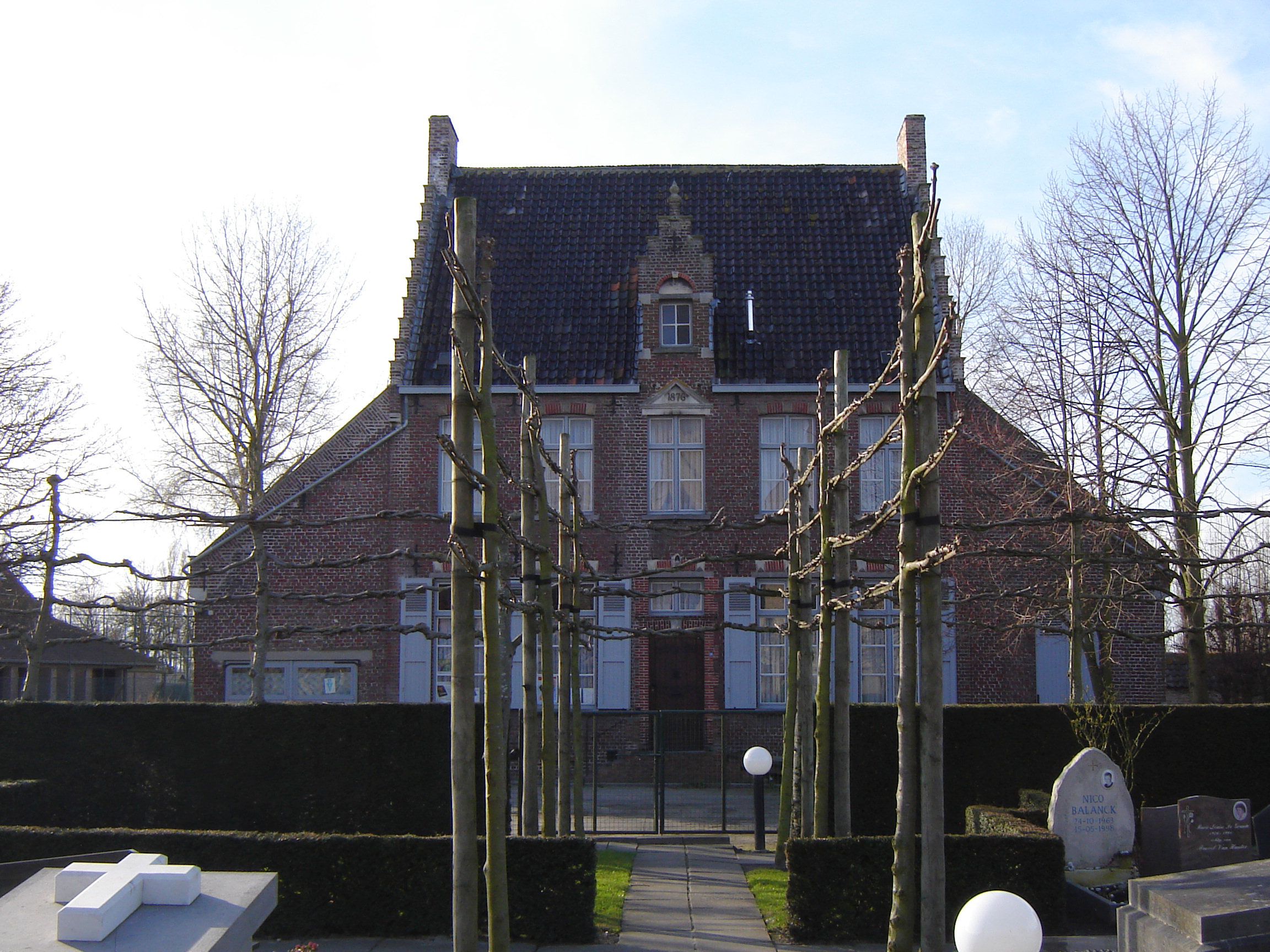
Rectoria
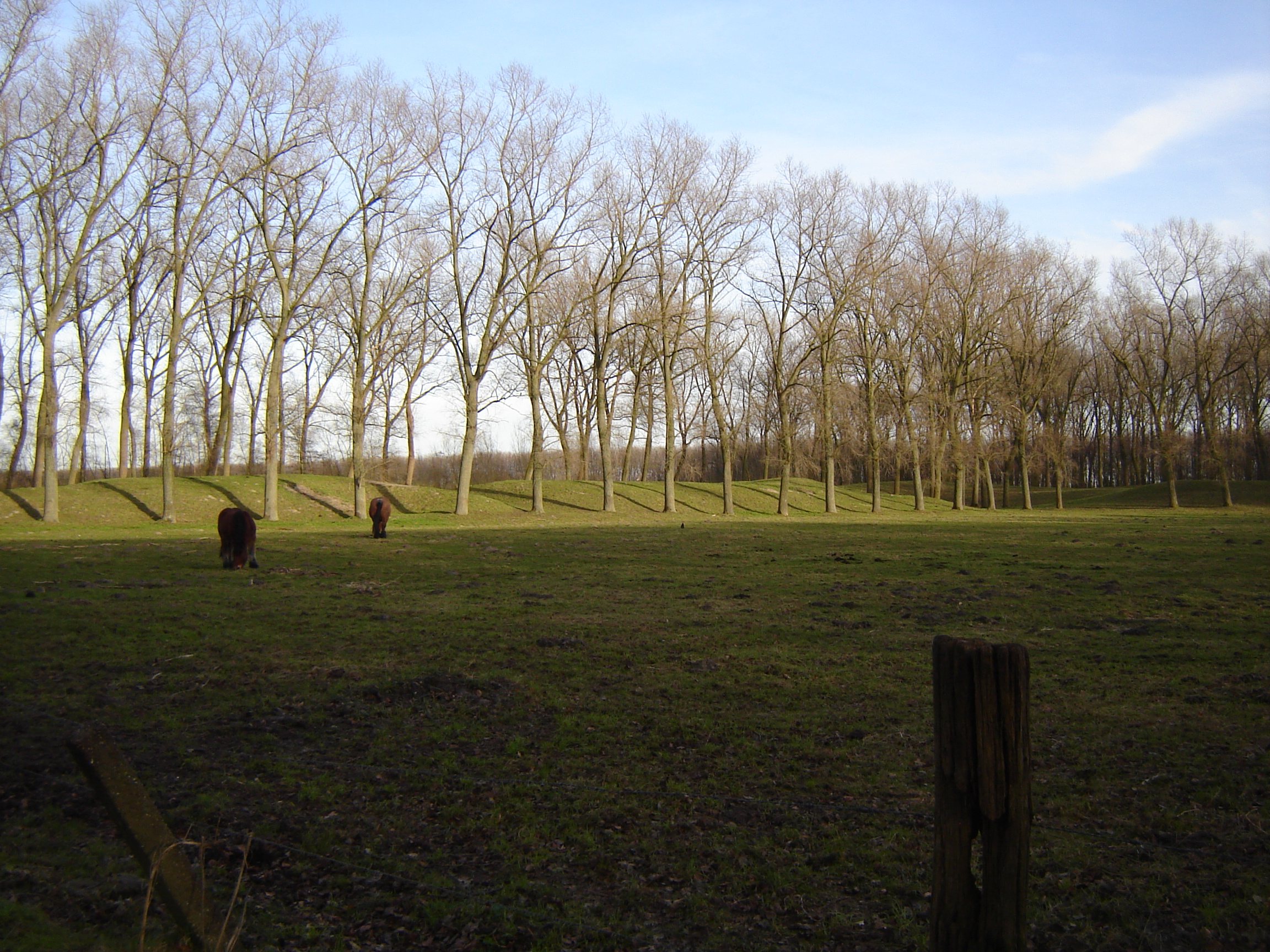
Fort van Beieren
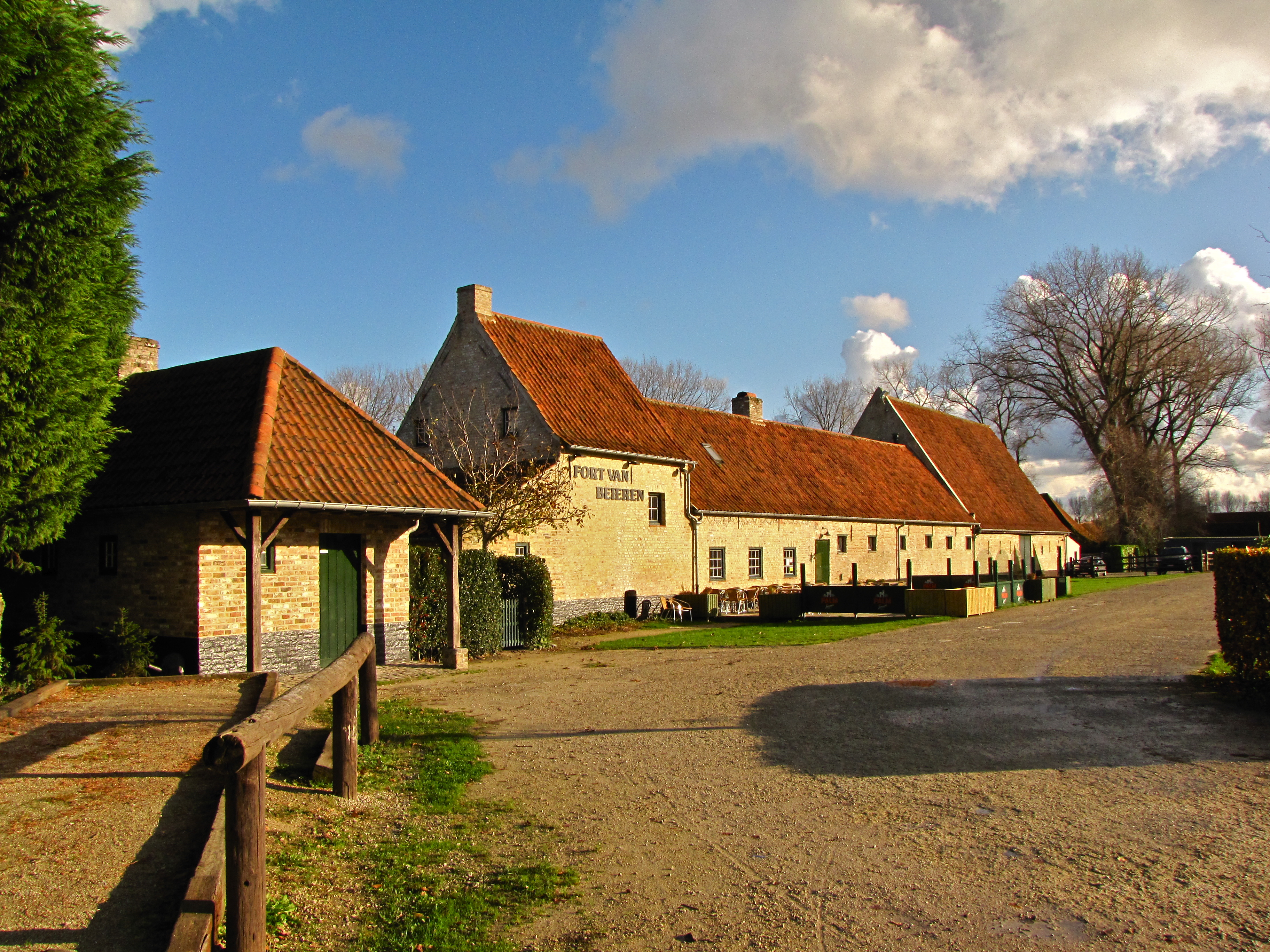
Masia Fort van Beieren
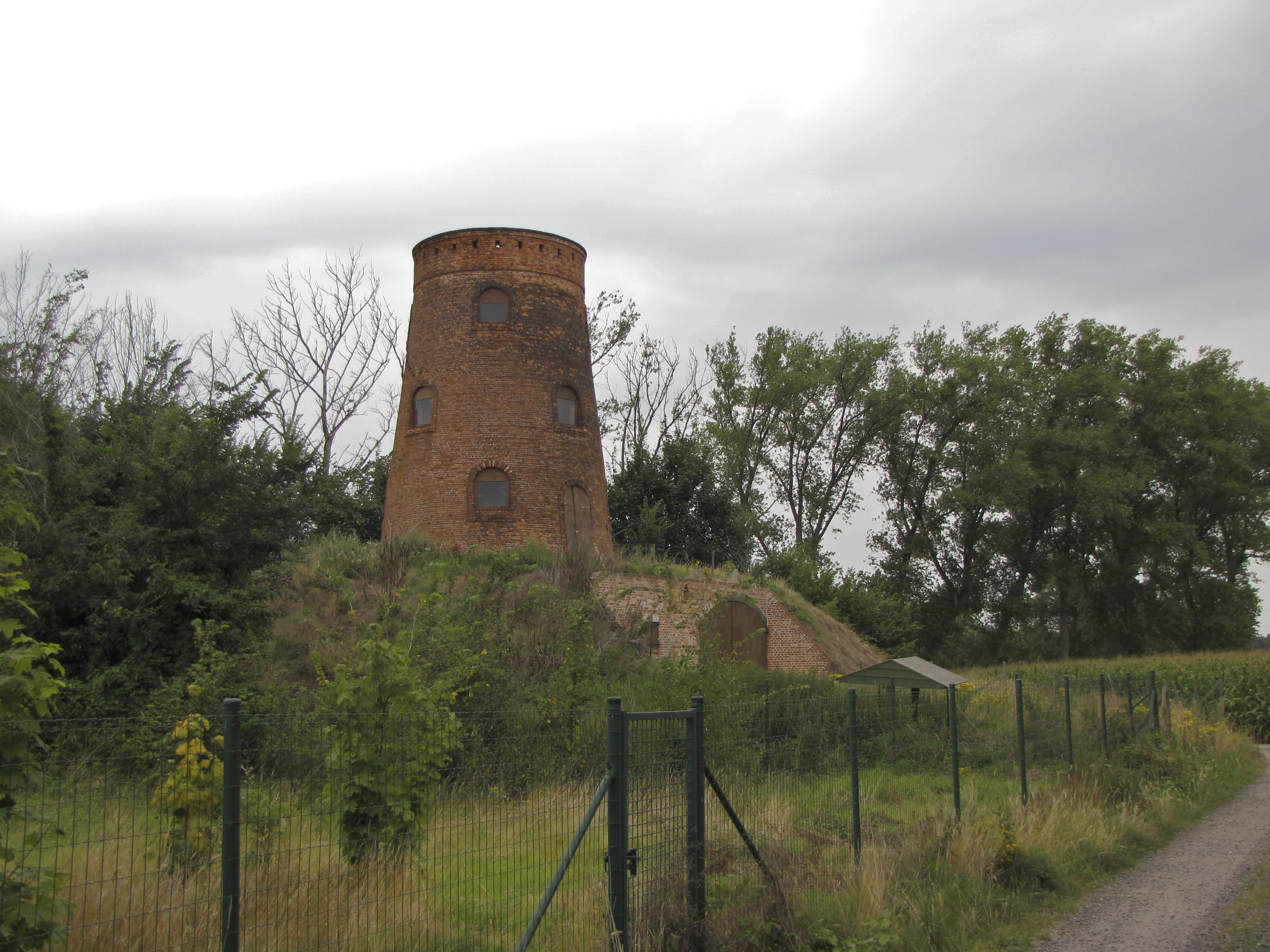
Molí Ter Panne també anomenat molí Gailliaert